# David Risi
David Risi ist ein Schweizer Organisations- und Managementforscher sowie Hochschullehrer. Er ist Professor für Responsible Management an der Berner Fachhochschule (BFH) und Privatdozent an der Universität St. Gallen. Seine Forschungsschwerpunkte umfassen Wirtschafts- und Unternehmensethik, Corporate Social Responsibility (CSR), nachhaltiges Wirtschaften, Corporate Governance, Strategie und Organisationstheorie.

## Werdegang
David Risi promovierte 2016 im Bereich Management und Organisation an der Universität St. Gallen (HSG).. Seine Betreuer waren Thomas Beschorner und Chris Steyaert.. Später habilitierte er auch an der HSG. Vor seiner Berufung an die Berner Fachhochschule war er unter anderem an der Saïd Business School der Universität Oxford sowie am Department of Banking and Finance der Universität Zürich tätig und sammelte Praxiserfahrung in der Unternehmensberatung. Seit 2020 ist er Professor für Responsible Management an der BFH. Diese Forschungsprofessur wurde eigens mit der Berufung von Risi neu eingerichtet.Seit 2024 ist er zudem Privatdozent an der Universität St. Gallen.

## Forschung
Risi untersucht, wie Organisationen gesellschaftliche Verantwortung (CSR) und Nachhaltigkeit in ihre Strukturen und Prozesse integrieren. Seine Arbeit bewegt sich an der Schnittstelle von institutioneller Organisationstheorie, CSR-Implementierung, Strategiefindung und interner Unternehmenskoordination. Zudem befasst er sich mit Fragen der Corporate Governance, insbesondere im Hinblick auf die Steuerung nachhaltigkeitsbezogener Strategien und die institutionelle Einbettung verantwortungsvollen Wirtschaftens.

## Lehre und Projekte
Risi lehrt zu Themen wie CSR, ESG-Strategien, Wirtschafts- und Unternehmensethik, Organisationstheorie, nachhaltige Unternehmensführung, Kreislaufwirtschaft und Corporate Governance.
Er leitet mehrere Forschungs- und Entwicklungsprojekte, die unter anderem vom Schweizerischen Nationalfonds (SNF) und von Innosuisse gefördert werden, und arbeitet eng mit führenden Hochschulen im In- und Ausland sowie mit Partnern aus der Industrie und Zivilgesellschaft zusammen, spricht in Praxisgremien und übernimmt Beratungsmandate.

## Publikationen (Auswahl)

### Monografie
- (mit Christopher Wickert): Corporate Social Responsibility, Cambridge University Press, Cambridge 2019, ISBN 978-1-108-74526-0. doi:10.1017/9781108775298.

### Beiträge in Fachzeitschriften
- Institutional theory‐based research on corporate social responsibility: Bringing values back in, International Journal of Management Reviews, 25 (2023), 3−23 (mit Laurence Vigneau, Stephan Bohn und Christopher Wickert) doi:10.1111/ijmr.12299
- Coordinated Enactment: How Organizational Departments Work Together to Implement CSR, Business & Society, 62 (2023), 745–786 (mit Christopher Wickert und Tommaso Ramus) doi:10.1177/00076503221110213
- Business and society research drawing on institutionalism: Integrating normative and descriptive research on values, Business & Society, 61 (2022), 305-339 doi:10.1177/0007650320928959
- Time and business sustainability: Socially responsible investing in Swiss banks and insurance companies, Business & Society, 59 (2020), 1410-1440 doi:10.1177/0007650318777721
- Reconsidering the ‘symmetry’between institutionalization and professionalization: The case of corporate social responsibility managers, Journal of Management Studies 54 (2017), 613-646 (mit Christopher Wickert) doi:10.1111/joms.12244

## Auszeichnungen (Auswahl)
- 2017: Best Dissertation Award der Academy of Management (Social Issues in Management Division)
- 2020: Nominierung für den Best Book Award der Academy of Management (Social Issues in Management Division)
- 2021: Nominierung für den Credit Suisse Award for Best Teaching
- 2025: Aufnahme in die Liste „Top 100 unter 40“ des Magazins WirtschaftsWoche

## Mitgliedschaften
David Risi ist Mitglied der Academy of Management sowie der European Group for Organizational Studies (EGOS). Ausserdem ist er eines von ungefähr 300 Mitgliedern im Editorial Review Board des Journal of Management Studies.